# Putnok
Putnok è una città dell'Ungheria di 7.625 abitanti (dati 2001) . È situata nella contea di Borsod-Abaúj-Zemplén a 40 km dal capoluogo Miskolc tra le montagne Bükk e il fiume Sajó.

## Storia
La zona è abitata fin dal Neolitico. Fino al 1283 il territorio era di proprietà reale, quando il Re László IV lo donò alla famiglia Rátolth (che in seguito cambiò nome in Putnoky). Il castello della famiglia fu costruito tra il 1412 e il 1427 e fu distrutto durante l'occupazione turca.
Ottenne lo status di città nel 1989.

## Monumenti e luoghi d'interesse
- Museo Gömör
- Galleria László Holló

## Amministrazione

### Gemellaggi
- Tisovec